# Кунце, Иоганн Эмиль
Иоганн Эмиль Кунце (нем. Johannes Emil Kuntze; 1824—1894) — германский юрист.
Был профессором в Лейпциге; один из немногих романистов, убеждённый в том, что «основы юриспруденции покоятся на основах философии», и в своих «конструкциях» римского и современного права искавший по преимуществу этот общий, философский смысл юридических явлений. Стремясь к примирению между идеализмом юристов-гегельянцев и натурализмом (реализмом) Йеринга и его последователей, Кунце не верит в безусловное господство одной логики (разума) в праве и вместе с тем отказывается строить его на начале практической цели. Интуитивный способ исследования, мышление образами и контрастами — вот основные приёмы работ Кунце, значение которых определяется тем, что Кунце своей интуицией удавалось угадать реальный смысл явлений. Многие его замечания об историческом развитии обязательств и их формах, об отношении римских и современных ему форм гражданского права имеют несомненную ценность для своего времени.

## Избранная библиография
- «Die Obligation und die Siugularsuccession des römisch. und heutigen Rechts» (1856)
- «Die Lehre v. d. Inhaberpapieren» (1857)
- «Deutsches Wechselrecht» (1862)
- «Die Obligationen im Römisch. und heutigen Recht und das jus extraordinarium der röm. Kaiserzeit» (1886)
- «Der Besitzwille» (1890)
- «Der Gesammtact. Ein neuer Rechtsbegriff» (1892)
- «Kursus des Röm. Rechts» (1879)
- «Excurse über Röm. Recht» (1880)
- «Der Wendepunct der Rechtsw.» (1856)
- «Ueber die Todesstrafe» (1868)
- «Prolegomena zur Geschichte Roms» (1882)
- «Der Provinzialjurist Gajus» (1882)
- «Betrachtungen über den Entwurf eines bürg. Gesetzbuchs» (1889)
- «Der Parallelismus des jus publicum und privatum bei den Römern» (1889)
- «Die deutschen Stadtgründungen» (1891)
- «Ihering, Windscheid, Brinz» (1893)
- «Zur Geschichte des Röm. Pfandrechts» (1893)